# Ezermagtömeg
Az ezermagtömeg egy növényfaj ezer – a minta átlagának megfelelő, ép – magja szárazanyag-tartalmának tömege grammban kifejezve (általában a raktározásra kerülő magvak nedvességtartalma a 14%-ot nem haladja meg). Mértékegysége tehát: g/1000 db.
Az ezermagtömeg fajra, fajtára jellemző mennyiség, de jelentős variációk lehetnek az időjárás és egyéb környezeti tényezők függvényében. A növénytermesztésben gyakran tapasztalható, hogy a nagyobb magvak nagyobb teljesítményű egyedeket eredményeznek. Az ezermagtömeg ismerete igen fontos a vetőmagszükséglet számításában.
Megállapításához granométert használnak. A granométer működése: kb. 40 × 60 cm-es táblán sorba rendezve 100 piros kör helyezkedik el, ezekbe húzzák bele a magokat, így számuk könnyen megállapítható. A manuális megoldás mellett szívófejes vagy fotoelektromos magszámlálót is használnak.
Néhány növény ezermagtömege:
| Növény        | Ezermag- tömeg |
| ------------- | -------------- |
| Dohány        | 0,1 g          |
| Here          | 1–2 g          |
| Fű            | 2–5 g          |
| Repce         | 2–7 g          |
| Rozs          | 28–36 g        |
| Zab           | 30–40 g        |
| Rizs          | 15–45 g        |
| Tőtippan      | 35–47 g        |
| Takarmányárpa | 35–50 g        |
| Tritikálé     | 40–58 g        |
| Rozs          | 40–56 g        |
| Zab           | 27–48 g        |
| Búza          | 40–65 g        |
| Kukorica      | 200–450 g      |
| Zöldborsó     | 150–500 g      |
| Bab           | 150–550 g      |